# Катастрофа Ан-26 под Чугуевом
Катастрофа Ан-26 под Чугуевом — авиационная катастрофа, произошедшая 25 сентября 2020 года в окрестностях Харькова с военным самолётом Ан-26Ш 203-й учебной авиационной бригады во время учебного полёта. Вследствие аварии из 27 человек, находившихся на борту, погибло 26 человек и выжил 1.
26 сентября был объявлен общенациональным днём траура на Украине.

## Самолёт
Самолёт Ан-26Ш (бортовой номер 76, серийный номер 56-08, выпущен 21 октября 1977 года) имел налёт 5985 часов и совершил 3450 посадок. В июле 1996 года он был отремонтирован на Киевском авиаремонтном заводе. С момента ремонта он налетал 1800 часов и совершил 2160 посадок. Для самолётов этого типа предельный срок службы установлен в 20 000 лётных часов и 14 000 посадок. В августе 2020 года под руководством специалистов «Антонова» срок службы был продлён до 21 июня 2022 года, а следующий капитальный ремонт запланирован на июль 2022 года.
На самолёте были установлены одновальные турбовинтовые двигатели АИ-24ВТ. Срок службы правого двигателя (выпущен в четвертом квартале 1974 года) до очередного ремонта истекал 11 октября 2020 года, а левого (выпущен в декабре 1977 года) — до 5 июня 2021 года.

## Пассажиры
На борту находились курсанты 3-го (12 человек) и 5-го (8 человек) курсов Харьковского национального университета Воздушных Сил имени Ивана Кожедуба.

## Катастрофа

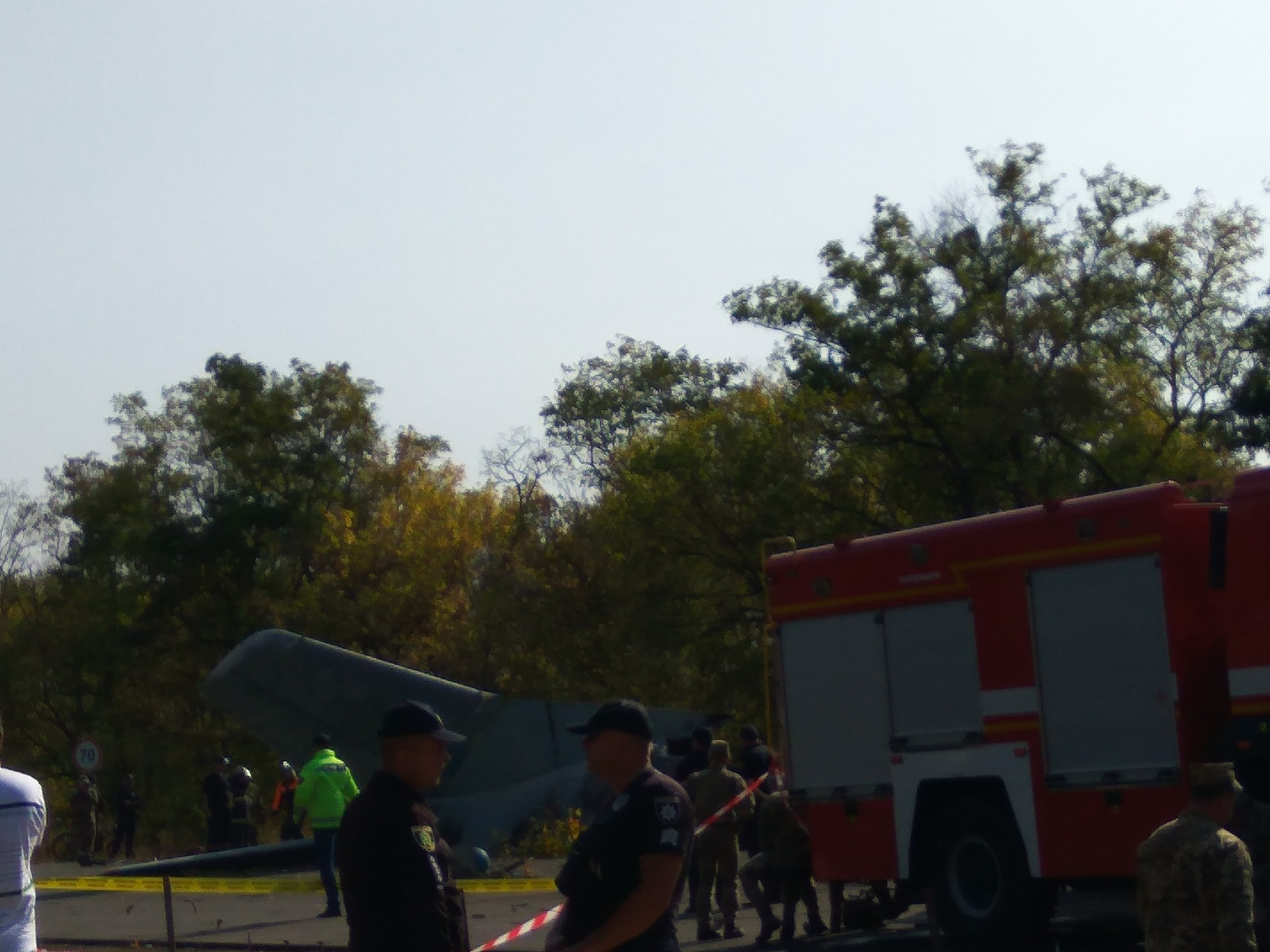
Работы спасателей на месте крушения

Вечером 25 сентября Ан-26 выполнял учебно-тренировочный полёт. Около 20:45 МСК самолёт упал вблизи города Чугуева, в 900-х метрах от военного аэродрома.
Двое курсантов выжило после падения. Утром 26 сентября стало известно, что один из них скончался в больнице. Единственный выживший Вячеслав Золочевский, 2000 г. р., находится в состоянии средней тяжести. Он смог выжить, поскольку после взрыва его накрыло обломком фюзеляжа, который спас его от огня. По факту произошедшего начато уголовное производство о нарушении правил полётов и подготовки к ним, повлёкшее катастрофу и тяжкие последствия (статья 416 УК Украины).

## Причина
Глава администрации Харьковской области Алексей Кучер сообщил, что незадолго до крушения пилот передал сообщение об отказе левого двигателя. Следователи рассматривают четыре версии крушения лайнера, в том числе техническую неисправность, ненадлежащее техническое обслуживание самолёта, а также ошибку экипажа или авиадиспетчеров.
Президент Владимир Зеленский поручил создать комиссию для расследования обстоятельств произошедшего, которую возглавит вице-премьер Олег Уруский.
Согласно досудебному расследованию в уголовном производстве по факту катастрофы:
«Військові службові особи допустили неналежну підготовку та затвердження документів щодо умов експлуатації повітряного судна з не передбаченим Керівництвом з льотної експлуатації зльотом з „конвеєра“ та щодо порядку здійснення льотної підготовки курсантів. Також вони неналежно здійснювали контроль за рівнем підготовки пілотів-інструкторів та навчальним процесом і дотриманням заходів безпеки.»
Нарушения, согласно расследованию, имели системный характер и были допущены на стадии
а) подготовки к полётам: на борту самолета находились те, кто вообще не должен был там быть;
б) на стадии осуществления полета, который был разрешён с нарушением правил эксплуатации самолёта и правил осуществления полётов;
в) на стадии кризисной ситуации.
Руководство полётами не приняло адекватных мер для избежания катастрофы. Обвинения были по статьям 416, ч. 3, и 425 УК Украины предъявлены шести военнослужащим: командующему ВВС Украины Сергею Дроздову, начальнику Харьковского национального университета Воздушных Сил имени Ивана Кожедуба, командиру воинской части А-4104 и двум его заместителям, руководителю полётов.